# 九州大学電算センターファントム墜落事故
九州大学電算センターファントム墜落事故（きゅうしゅうだいがくでんさんセンター ファントムついらくじこ）は、1968年6月2日に、福岡県福岡市東区箱崎の九州大学箱崎地区内で建設中の九州大学大型計算機センターに、アメリカ空軍のRF-4Cファントム偵察機が墜落した航空事故である。

## 経緯

### 事故の発生
1968年6月2日22時48分頃、アメリカ空軍板付飛行場第313航空師団第15戦術偵察飛行隊所属のRF-4Cファントム偵察機が、当時九州大学箱崎地区内に建設中であった九州大学大型計算機センターの屋上に墜落した。大型計算機センターは5階と6階が全壊して炎上し、ファントム機の残骸は建物にぶら下がった状態となった。
当日は日曜日で建設工事は行われておらず、事故機に搭乗していたパイロット2名は墜落直前にパラシュートで脱出していたため、人的被害はなかった。
墜落したファントム機が所属する部隊は、沖縄の嘉手納飛行場に駐在していたが、1968年1月23日に起こったプエブロ号事件に対応するために韓国に展開し、その後の2月16日に板付飛行場へ移動していた。

### 事故への反応
事故翌日の1968年6月3日、九州大学総長・水野高明が米軍および日本政府に対する抗議声明を発表し、学生や教職員約4,000人が抗議デモを行った。デモはこの後も連日続き、翌6月4日には総長も参加した約6,000人の市内デモが、6月5日にも総長が参加し約4,000人のデモが行われた。
6月6日に開催された日米合同委員会では、アメリカ側は事故原因が究明されるまでの間、必要な場合を除き夜間飛行を行わないことを言明した。6月8日には、アメリカ側は九州大学上空の飛行を避けるため、有視界飛行を行う米軍機は板付飛行場を離陸した後に右に旋回することを九州大学当局に対して約束した。
6月20日の日米合同委員会では、日本側から板付飛行場の移転を前提とした代替地を検討することが提案され、アメリカ側は代替地が提案されれば検討することを言明した。板付飛行場の運用にはいっそうの慎重を期することで両者が合意した。
残されたファントム機の残骸については、学内では大学自治の観点から米軍による撤去を拒むことでは一致していたものの、自主的に引き降ろすか、反戦のシンボルとして残すかで意見が割れていた。7月9日に評議会が自主引き降ろしを決定すると、引き降ろし反対派の学生らは作業を実力で阻止し、8月1日には大型計算機センターの残骸をバリケードで囲って占拠した。
8月23日には、九州大学が残骸を保管するために機体保管庫の建設を開始しようとしたが、反対する学生と衝突して21名の負傷者を出し、建設作業は中止された。
11月15日には、日本学術会議会長の朝永振一郎から内閣総理大臣佐藤栄作に宛てた文書により、騒音や振動による研究や教育への悪影響に加え、大学構内には放射性コバルト照射実験室などが存在しており、墜落地点によっては放射性物質の飛散によって広範囲に重大な被害をもたらす恐れがあったことを挙げ、抜本策としての板付飛行場の移転と当面の安全対策の徹底が申し入れられた。

### 残骸の除去
その後、大型計算機センターの占拠は膠着状態に陥ったが、1969年1月5日2時頃、ファントム機の残骸が何者かによって引き降ろされるという事件が発生した。事件当時、理学部中門に駐在していた警務員は、1時50分頃にヘルメットをかぶり顔をタオルで隠した男達に脅されて中門を開けたこと、門外に待機していた十数名の男がブルドーザーで学内に入り、ファントム機にロープを掛けてブルドーザーで引きずり降ろしたことを証言している。
総長の水野は同日中に辞意を表明し、1969年1月23日に辞任を了承された。九州大学は事件調査委員会を設置して調査を行ったが、5月2日に提出された調査報告では、学内の関与の疑いが指摘されたものの、実行者は特定されないままとなった。
ファントム機は同年10月14日、約4,000名の機動隊が反対する学生を排除する中、九州大学から搬出され、板付飛行場に移された。

## 事件後
九州大学では学生運動が活発化し、1969年3月に予定されていた1968年度の卒業式は中止となった。同年5月20日には各学部自治会が全学規模での無期限ストおよび建物のバリケード封鎖を行い、10月14日には機動隊約4,400人が導入されて封鎖を解除する事態となった。
この間、1969年8月には大学の運営に関する臨時措置法（いわゆる大学立法）が制定された。
大型計算機センターの建築工事は1969年12月25日に再開され、1970年3月に竣工。同年5月8日に開所式が行われた。
板付飛行場は1972年に返還され、福岡空港となった。
九州大学は、箱崎地区の狭隘さや老朽化、福岡空港の滑走路の延長線上に位置することによる騒音や高さ制限の問題、さらにはこのような航空機墜落の再発の懸念から、伊都地区に移転することとなった。
九州大学大型計算機センターは2004年4月に九州大学情報基盤センターに改組され、2007年4月には九州大学情報基盤研究開発センターとなり、2016年10月に伊都地区に移転した。なお、箱崎地区に残った旧大型計算機センターの施設は、2018年9月の箱崎地区の移転完了後に解体された。

## 関連文献
- 九州大学百年史編集委員会「九編 第一章 エンタープライズ寄港問題と米軍機墜落事件」『九州大学百年史 第9巻 : 資料編Ⅱ』（PDF）九州大学百年史編集委員会〈九州大学百年史〉、2015年8月31日。doi:10.15017/1524115。hdl:2324/1524115。2023年10月25日閲覧。